# Charles Inglis (Bischof)

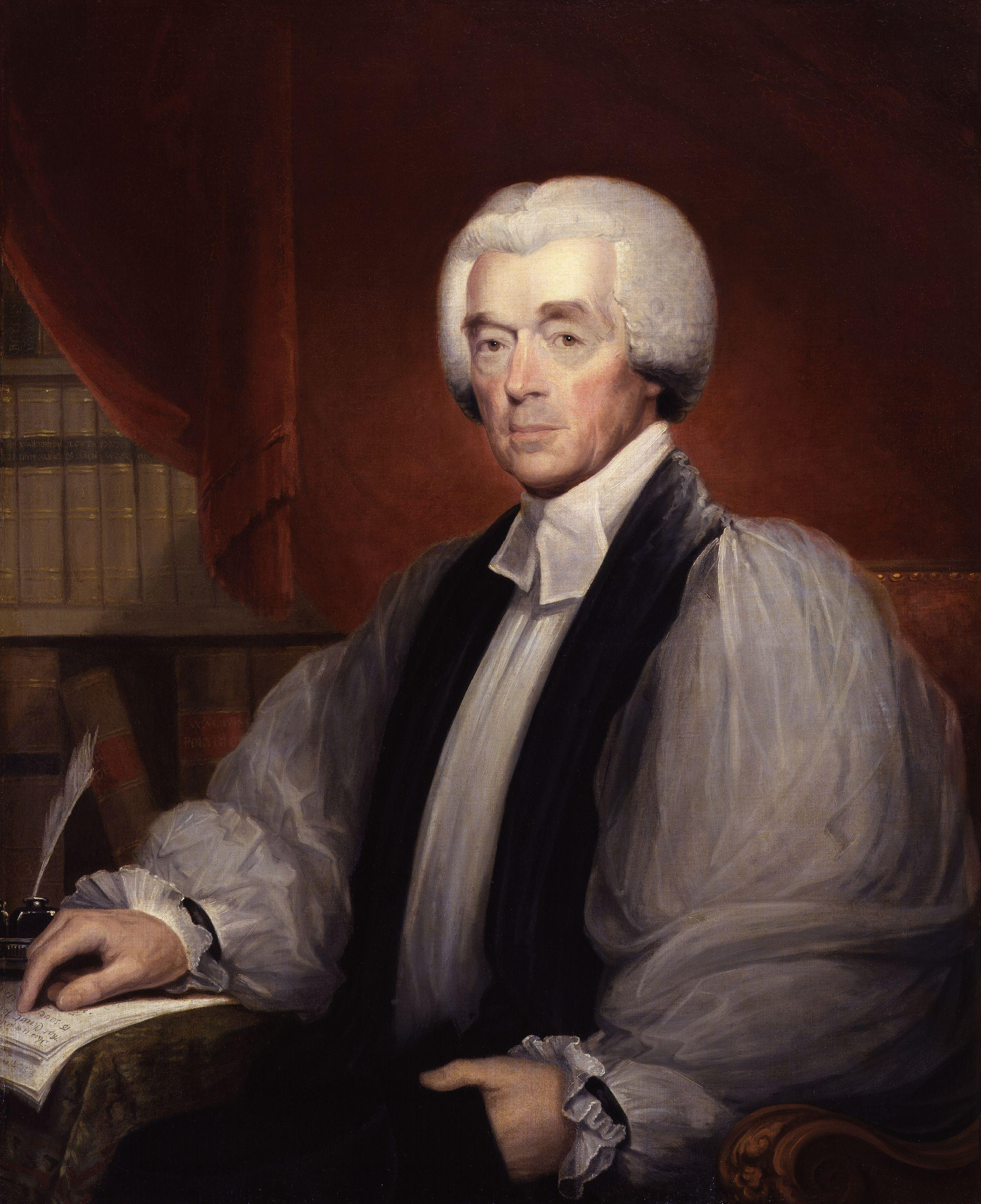
Charles Inglis (Robert Field, 1810)

Charles Inglis (* 1734 in Glencolumbkille, Irland; † 24. Februar 1816 in Halifax, Kanada) war ein irischer anglikanischer Bischof, der hauptsächlich in den nordamerikanischen Kolonien wirkte. Er war der erste Bischof von Nova Scotia, womit er auch der erste Bischof in British North America war, und ein loyalistischer Essayist.

## Leben
Inglis wurde 1734 als dritter Sohn des Rektors Archibald Ingrim geboren, doch starb dieser, als Inglis elf war. Robert C. Batchelder vermutet, dass sein ältester Bruder Richard Inglis ihn unterrichtete. 
1754 reiste er aus unbekannten Gründen in die Dreizehn Kolonien, in Lancaster begann er als Lehrer einer Kirchenschule zu arbeiten. Am 24. September 1758 wurde er in England im Fulham Palace Chapel vom Bischof von Rochester Zachary Pearce ordiniert und am 24. Dezember vom selbigen auch zum Priester und Deacon. Er ernannte ihn zum Missionar und Rektor in Dover mit einem Stipendium von 50 £, wo er Mohawkindianer bekehrte. Dort heiratete er im Februar 1764 Mary Vining, die Tochter des Senators John M. Vining. Sie starb schon am 13. Oktober während einer gescheiterten Geburt. Am 31. Mai 1773 heiratete er Margaret Crooke, mit der er vier Kinder hatte, darunter den Bischof John Inglis. 
Im Dezember 1764 wurde ihm der Posten des assistierenden Rektors der Trinity Church von New York angeboten, allerdings lehnte er dieses Angebot ab. Erst ein Jahr später, als ihm der Posten erneut angeboten wurde, nahm er es an.
In New York forderte er die Schaffung von Bischofstiteln in den nordamerikanischen Kolonien und die Unterstützung von Missionierungen der Irokesen. Während dem Weg zur Amerikanischen Revolution vertrat er wie viele andere Kleriker wie Samuel Seabury und Myles Cooper eine loyalistische Position. In Essays wie Letters of Papinian und The True Interest of America Impartially Stated vertritt er die Position, dass die Gründe für die Spannungen davon stammten, dass den Kolonien zu viel Freiheit gelassen wird. Deshalb wurde er mögliches Ziel patriotistischer Angriffe, doch schützte ihn die Besatzung New Yorks durch die Kolonialmacht während des Amerikanischen Unabhängigkeitskriegs. 
Nach dem Tod von Samuel Auchmuty, dem Rektor der Trinity Church, am 4. März 1777 trat Inglis dessen Nachfolge an. Der Ende des Krieges, den die Patrioten gewannen, korrespondierte für Inglis mit dem Tod seines ersten Sohnes, der noch acht war, und seiner Frau. Auch musste er den Amt des Rektors aufgeben.
Er segelte nach England. Unter der Patronage von Guy Carleton, Lord Dorchester wurde er 1787 zum ersten Bischof von Nova Scotia. Seine Diözese bestand aus Nova Scotia, Neufundland, Prince Edward Island, Québec und Bermuda. Verkleinert wurde sie 1793, als Jacob Mountain zum Bischof von Lower Canada und Upper Canada ernannt wurde. Inglis traf auf Widerstand des lokalen Klerus: Eine Hierarchie war ihnen unbekannt und sie waren wütend, dass sie bei der Auswahl nicht beachtet wurden. Hinzu kamen Diskussionen mit dem Vizegouverneur John Parr und mit der Society for the Propagation of the Gospel in Foreign Parts. Eventuell beruhigten sich diese aber: Der Erzbischof von Canterbury schlichtete den Streit mit der Society for the Propagation of the Gospel in Foreign Parts, während Parr 1791 starb und von John Wentworth ersetzt wurde. 
Inglis Beziehungen zu seinem Klerus aber waren seine gesamte Amtszeit über kompliziert, als Bischof besaß er nur wenig Macht. Zwar wollte Inglis dies nicht ändern, doch forderte er jedenfalls symbolische Unterwerfung. Gleichzeitig wollte er gute Beziehungen mit dem Klerus bewahren, denen er starke Autonomie erlaubte. Nur einmal, als er John Eagleson für Trunkenheit und Inkompetenz entließ, musste er disziplinäre Aktionen vornehmen. 
Seine wichtigsten Handlungen als Bischof war die Gründung der Academy of Nova Scotia am 1. November 1788 und die Grundsteinlegung für die University of King’s College 1791. Nach und nach übergab er die Verwaltung der Diözese seinem Sohn John. Nach einem Schlaganfall 1812 war er für den Rest seines Lebens, also bis 1816, handlungsunfähig. Auf ihn folgte Robert Stanser.